# Elaine und Melanie Silver
Elaine Marie und Melanie Sara Silver (* 6. März 1988 in Kalifornien, USA) sind zwei ehemalige US-amerikanische Kinderdarstellerinnen und Zwillinge.

## Biografie
Elaine und Melanie Silver spielten von 1992 bis 1993 in der US-amerikanischen Seifenoper General Hospital ihre Rolle als Mariah Maximilliana Jones. 1994 waren die damals sechsjährigen Mädchen in dem Film Flintstones – Die Familie Feuerstein als Pebbles Flintstone zu sehen. Danach beendeten die Zwillinge ihre Schauspielkarriere. Elaine studierte am Columbia College und wurde Tanzlehrerin. Melanie ging zur Paso Robles High School und arbeitet heutzutage als Architektin.